# Le Grand Bain
Le Grand Bain is een Franse komische film uit 2018, geschreven en geregisseerd door Gilles Lellouche.
In 2018 was deze komedie in Frankrijk een van de meest succesrijke films.

## Verhaal
Vijf mannelijke veertigplussers, Bertrand, Marcus, Simon, Laurent en Thierry, gaan een nieuwe uitdaging aan en beginnen in het gemeentelijk zwembad onder begeleiding van Delphine te trainen in het synchroonzwemmen.

## Rolverdeling
| Acteur                  | Personage |
| ----------------------- | --------- |
| Guillaume Canet         | Laurent   |
| Mathieu Amalric         | Bertrand  |
| Benoît Poelvoorde       | Marcus    |
| Jean-Hugues Anglade     | Simon     |
| Philippe Katerine       | Thierry   |
| Virginie Efira          | Delphine  |
| Marina Foïs             | Claire    |
| Leïla Bekhti            | Amanda    |
| Tamilchelvan Balasingam | Avinash   |

## Productie
In februari 2015 kondigde Gilles Lellouche zijn nieuw project en debuutspeelfilm aan waarvan de geplande filmopnamen datzelfde jaar in november zouden van start gaan. In januari 2017 werd uiteindelijk de cast bekendgemaakt. De filmopnamen gingen pas van start in januari 2017 in de Franse regio Auvergne-Rhône-Alpes en duurden 14 weken.

### Release
Le Grand Bain ging op 13 mei 2018 in première op het filmfestival van Cannes buiten competitie.